# Silvia Siefert
Silvia Siefert (Magdeburgo, 19 de julho de 1953) é uma ex-handebolista alemã, medalhista olímpica.

## Carreira
Silvia Siefert fez parte da equipe alemã oriental do handebol feminino, medalha de prata em Montreal 1976, com um total de 5 jogos e 5 gols.